# Регеда Сергій Володимирович
Сергі́й Володи́мирович Регеда (* 06.02.1994) — український метальник молота.

## Життєпис
Представляє команду Київської області.
Завоював бронзову медаль на Світовому молодіжному чемпіонаті 2011 року, фінішував дев'ятим на чемпіонаті світу-2012 серед юніорів і восьмим на Європейському чемпіонаті U23 2015 року.
Закінчив сьомим на Універсіаді 2017 року.
Є володарем першої медалі України в легкій атлетиці на ХХХ Літній Універсіаді в Неаполі. 9 липня 2019 року з шостої спроби відправив молот на 74 метри 27 сантиметрів і здобув срібну нагороду.

## Кар'єра
| Рік  | Чемпіонат        | Місце проведення        | Місце | Результат |
| ---- | ---------------- | ----------------------- | ----- | --------- |
| 2016 | Чемпіонат Європи | Амстердам, Нідерланди   | 26    | 66.72 м   |
| 2017 | Чемпіонат світу  | Лондон, Велика Британія | 25    | 71.53 м   |
| 2018 | Чемпіонат Європи | Берлін, Німеччина       | 25    | 70.39 м   |
| 2019 | Чемпіонат світу  | Доха, Катар             | 29    | 71.28 м   |

## Державні нагороди
- Орден "За заслуги" III ст. (1 жовтня 2019) —За досягнення високих спортивних результатів на XXX Всесвітній літній Універсіаді у м. Неаполі (Італійська Республіка), виявлені самовідданість та волю до перемоги, піднесення міжнародного авторитету України[2]